# Дубовое (Черновицкая область)
Дубовое (укр. Дубове) — село в Каменской сельской общине Черновицкого района Черновицкой области Украины.
До 2020 года входило в Сторожинецкий район.
Население по переписи 2024 года составляло 750 человек. Почтовый индекс — 59041. Телефонный код — 3735. Код КОАТУУ — 7324586502.